# هارتاشن
هارتاشن (به ارمنی: Հարթաշեն) یک روستا در ارمنستان است که در استان شیراک واقع شده‌است. هارتاشن در ۳۴ کیلومتری شمال گیومری، مرکز استان شیراک واقع شده‌است.

## خصوصیات
هارتاشن ۱۸۸ نفر جمعیت دارد و در ارتفاع ۲۰۳۰ متر بالاتر از سطح دریا قرار گرفته‌است.
| سال   | ۱۸۷۳ | ۱۸۹۷ | ۱۹۲۶ | ۱۹۳۹ | ۱۹۵۹ | ۱۹۷۰ | ۱۹۷۹ | ۲۰۰۱ | ۲۰۰۴ |
| جمعیت | ۳۲۸  | ۴۲۸  | ۴۴۲  | ۶۵۲  | ۲۴۱  | ۲۴۱  | ۲۱۹  | ۱۸۸  | ۱۹۵  |